# Ol'chovskij rajon
L'Ol'chovskij rajon (in russo Ольховский район?) è un rajon dell'oblast' di Volgograd, in Russia, il cui capoluogo è Ol'chovka. Istituito nel 1928, ricopre una superficie di 3.220 chilometri quadrati e nel 2021 ospitava una popolazione di circa 16.300 abitanti.